# Gmina Fredericia
Gmina Fredericia (duń. Fredericia Kommune) jest jedną z gmin w Danii w regionie Dania Południowa (do roku 2007 w okręgu Vejle Amt). 
Siedzibą władz gminy jest Fredericia. 
Gmina Fredericia została utworzona 1 kwietnia 1970 na mocy reformy podziału administracyjnego Danii. Kolejna reforma w roku 2007 potwierdziła status gminy.

## Dane liczbowe
- Liczba ludności: (♀ 24 555 + ♂ 24 592) = 49 147
  - wiek 0-6: 8,5%
  - wiek 7-16: 12,9%
  - wiek 17-66: 65,2%
  - wiek 67+: 13,4%
- zagęszczenie ludności: 366,8 osób/km²
- bezrobocie: 5,9% osób w wieku 17-66 lat
- cudzoziemcy z UE, Skandynawii i USA: 87 na 10.000 osób
- cudzoziemcy z krajów Trzeciego Świata: 319 na 10.000 osób
- liczba szkół podstawowych: 16 (liczba klas: 257)